# Świadkowie Jehowy w Dominikanie

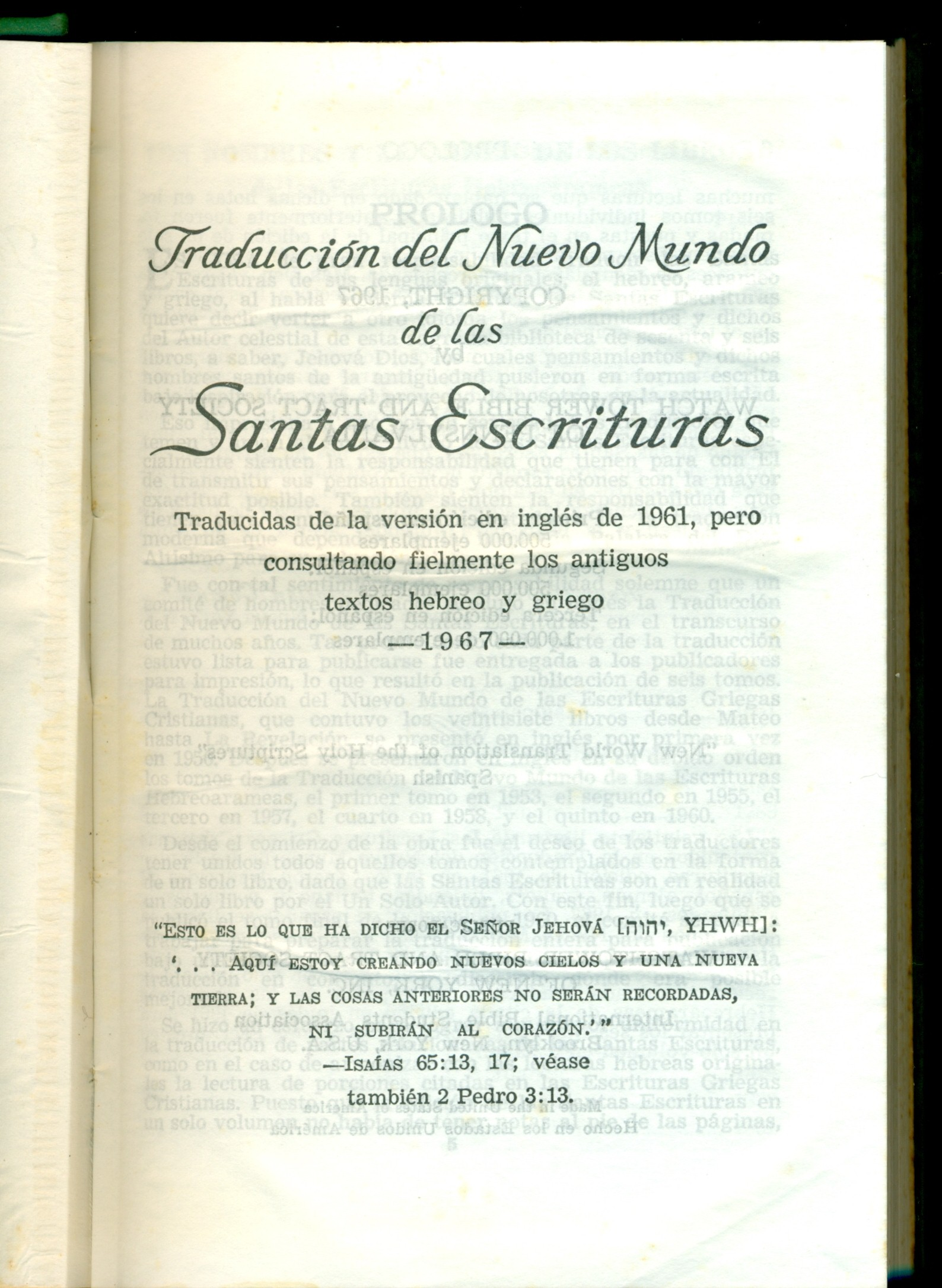
Pismo Święte w Przekładzie Nowego Świata (wyd. hiszpańskojęzyczne z 1967 r.)

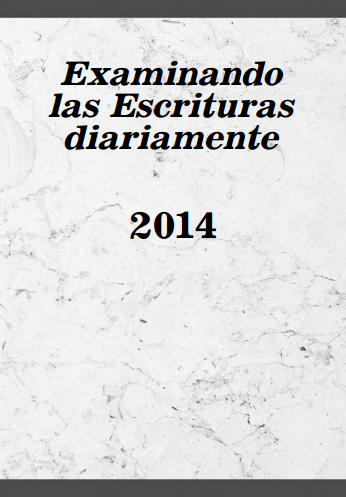
„Codziennie badanie Pism” – jedna z publikacji Świadków Jehowy – w języku hiszpańskim

Świadkowie Jehowy w Dominikanie – społeczność wyznaniowa w Dominikanie, należąca do ogólnoświatowej wspólnoty Świadków Jehowy, licząca w 2023 roku 38 792 głosicieli, należących do 536 zborów. W 2023 roku na dorocznej uroczystości Wieczerzy Pańskiej zgromadziło się 117 176 osób. Działalność miejscowych głosicieli koordynuje Biuro Oddziału w Santo Domingo. Sale Zgromadzeń znajdują się w Santo Domingo oraz w Villa González.

## Historia

### Początki
Począwszy od 1932 roku do Dominikany zaczęły docierać publikacje Świadków Jehowy. W tym samym roku rozpowszechniono około 10 tysięcy egzemplarzy broszury Królestwo Boże – nadzieja świata. 1 kwietnia 1945 roku do stolicy kraju dotarli Lennart i Virginia Johnsonowie, pierwsi misjonarze absolwenci Szkoły Gilead, którzy rozpoczęli działalność kaznodziejską w tym kraju. Wkrótce Moses Rollins został pierwszym miejscowym głosicielem. Na początku czerwca 1945 roku przybyło czworo kolejnych misjonarzy – Zene i Meryl Caryk, Rhudelle Baxle i Rachel Bippus. W październiku 1945 roku na tymczasową Salę Królestwa zaadaptowano salon i jadalnię w stołecznym domu misjonarskim. Działalnością kaznodziejską objęto Santiago de los Caballeros oraz Puerto Plata.
22 marca 1946 roku wyspę odwiedzili Nathan H. Knorr i Frederick W. Franz z Biura Głównego Świadków Jehowy. Wkrótce otwarto Biuro Oddziału. W kraju działalność kaznodziejską prowadziło 28 głosicieli. W Ciudad Trujillo (Santo Domingo) otworzono pierwszą w kraju Salę Królestwa. W roku 1947 liczba głosicieli wzrosła do około 60 osób, a rok później do 110. Sługą oddziału w roku 1947 został Roy Brandt, który wraz z żoną Juanitą przybył z Kuby, gdzie wcześniej usługiwali jako misjonarze. Roy Brandt usługiwał jako sługa oddziału przez 10 lat. 
Misjonarze prowadzili działalność głównie w stolicy, w Santiago de los Caballeros oraz w San Francisco de Macorís. W roku 1948 do Świadków Jehowy przyłączył się Pablo González, który od około 1935 roku samodzielnie studiował Biblię oraz prowadził działalność kaznodziejską, zakładając cztery rozrzucone grupy w Los Cacaos Salcedo, Monte Adentro, Salcedo i Villa Tenares, skupiające około 150 zainteresowanych. Osoby te zaczęły studiować Biblię ze Świadkami Jehowy.
W roku 1949 otwarto dom misjonarski w Puerto Plata. W dniach 23–25 września 1949 roku na przedmieściach stolicy zorganizowano pierwsze w kraju, trzydniowe zgromadzenie obwodowe, w którym uczestniczyło 260 osób, a 28 zostało ochrzczonych. W grudniu tego samego roku w stolicy powstała druga Sala Królestwa. Na przełomie lat 40. i 50. XX wieku przyjechali kolejni misjonarze, m.in. Mary Aniol, Sophia Soviak, Edith Morgan, Jetha Sunal (Adams), Maxine Boyd, Kathleen Graham, Lorraine Marquardt, Vera Stewart, Helen Miller, Hugh George, Raymond Johnson, Jetha Adams, Rose Billings, Jerry i Mary Stolfi oraz Wanda Mazur. Domy misjonarskie działały także m.in. w San Francisco de Macorís, La Romana i Ciudad Trujillo. W roku 1949 w kilku miastach działało 22 misjonarzy.

### Zakaz i prześladowania
W roku 1950 nastąpił sprzeciw ze strony władz i członków innych ugrupowań religijnych, głównie kościoła katolickiego. 21 czerwca 1950 roku rząd ogłosił zakaz działalności wyznania. Głosiciele działali nieoficjalnie. Wielu zostało aresztowanych, m.in. Świadkowie Jehowy z San Francisco de Macorís uwięzieni byli w Santiago de los Caballeros. Pod koniec roku 1950 kraj odwiedzili Nathan Knorr i Milton G. Henschel. Niektórych misjonarzy z Dominikany wysłano do Argentyny, Gwatemali i Portoryko, kilkoro jednak pozostało, aby kontynuować działalność. W tym też roku zorganizowano ogólnoświatową akcję pisania petycji do miejscowych władz z prośbą o cofnięcie zakazu działalności i zaniechanie brutalnych prześladowań członków tego wyznania.
W roku 1953 delegacja wyznawców z Dominikany uczestniczyła w międzynarodowym kongresie pod hasłem „Społeczeństwo Nowego Świata” w Nowym Jorku. W roku 1955 działało 478 głosicieli.
W czerwcu 1956 roku podczas przesłuchania został zabity Manuel Hierrezuelo, a w sierpniu na krótko cofnięto zakaz działalności. Jednak w lipcu 1957 roku wprowadzono ponowny zakaz. 19 lipca 1957 roku policja urządziła obławy na Świadków Jehowy w Blanco Arriba, El Jobo, Los Cacaos i Monte Adentro. Wkrótce nastąpiły kolejne masowe aresztowania wyznawców i brutalne prześladowania. Latem zorganizowano drugą ogólnoświatową akcję pisania listów do władz w tej sprawie. W czasie kongresów pod hasłem „Życiodajna mądrość”, zorganizowanych na całym świecie w roku 1957, przyjęto rezolucję o wysłaniu petycji do generalissimusa Trujillo, by zaprotestować przeciwko prześladowaniom Świadków Jehowy w Dominikanie. 3 sierpnia 1957 roku misjonarze zostali deportowani. Działalność i drukowanie publikacji biblijnej prowadzono konspiracyjnie; koordynował ją Donald Nowillis, który w swoim domu w stolicy zorganizował małą drukarnię. W nocy organizowano chrzty, m.in. w rzece Ozama. W czasie zakazu działalności liczba głosicieli wzrosła z 256 do 612. W tym okresie odwiedził ich Frederick William Franz i Karl F. Klein.

### Cofnięcie zakazu i rozwój
W maju 1960 roku zakaz został cofnięty. W styczniu 1961 roku kraj odwiedził M. Henschel, który wziął udział w kongresie pod hasłem „Lud zabiegający o pokój”. Zorganizowano nowe zbory i oficjalne kongresy. Przybyli nowi misjonarze, którzy działali w stolicy, w La Romana oraz w San Francisco de Macorís. W kraju działało około 600 Świadków Jehowy w 20 zborach. W kwietniu następnego roku Dominikanę odwiedził N. Knorr; osiągnięto liczbę 722 głosicieli, w tym 33 pionierów specjalnych. Wiosną roku 1963 było ich już 1035, a pod koniec roku – 1540. 12 października 1963 roku Frederick William Franz wygłosił wykład z okazji otwarcia nowego Biura Oddziału.
W następnych latach odbyły się kolejne wizyty przedstawicieli Biura Głównego Towarzystwa Strażnica (w roku 1966, 1967, 1968 i w 1969). W roku 1966 liczba głosicieli przekroczyła 2040 osób. W styczniu 1967 roku w Santo Domingo odbył się kongres międzynarodowy pod hasłem „Synowie Boży – synami wolności” z udziałem 5154 osób, a 172 zostały ochrzczone. W kraju działało 2312 głosicieli.
W 1969 roku przekroczono liczbę 3 tysięcy, a dwa lata później 4 tysięcy głosicieli. Na początku lat 70. XX wieku w kraju działało 35 misjonarzy Szkoły Gilead. W roku 1973 rozpoczęto dwumiesięczne wyjazdy na oddalone tereny wiejskie, co przyczyniło się do powstania nowych zborów.
W roku 1988 liczba głosicieli przekroczyła 10 tys., a w roku 1993 – 15 tys. W następnym roku pięć stacji telewizyjnych odtworzyło w programie ogólnokrajowym film Świadkowie Jehowy – organizacja godna swej nazwy, a wkrótce potem zorganizowano dwumiesięczną specjalną kampanię głoszenia na terenach oddalonych. W roku 1994 piątka członków zespołu muzycznego Los Hermanos Rosario została Świadkami Jehowy.
W listopadzie 1996 roku z udziałem trzech członków Ciała Kierowniczego otwarto nowe Biuro Oddziału i Salę Zgromadzeń. Następnego dnia na dwóch dużych stadionach przedstawiono specjalny program, a nowo oddane obiekty zwiedziło ponad 10 tysięcy osób. W 2018 roku miejscowa rodzina Betel liczyła 73 osoby. W roku 1997 przekroczono liczbę 20 tysięcy głosicieli. 
W latach 90. XX wieku do kraju przyjechało kilkuset Świadków Jehowy z zagranicy, aby wspierać działalność miejscowych współwyznawców. Łącznie do Dominikany przyjechało około 1000 zagranicznych głosicieli z 30 krajów, głównie z Austrii, z Hiszpanii, z Japonii, z Polski, z Portoryko, z Rosji, ze Szwecji, z Tajwanu i ze Stanów Zjednoczonych.
W roku 1997 Świadkowie Jehowy w Dominikanie otworzyli ekspozycję na Krajowych Targach Książki. Jesienią 1998 roku zorganizowano pomoc humanitarną dla poszkodowanych przez huragan Georges. Odbudowano 23 Sale Królestwa oraz ponad 800 domów.
W roku 2004 oddano do użytku nową Salę Zgromadzeń w Villa González; specjalne przemówienie z tej okazji wygłosił Teodor Jaracz. W pierwszych latach XXI wieku nastąpił wzrost liczby głosicieli posługujących się haitańską odmianą języka kreolskiego, językiem angielskim, chińskim oraz amerykańskim językiem migowym. W 2009 roku przekroczono liczbę 30 tysięcy głosicieli. W styczniu 2010 roku zorganizowano pomoc humanitarną i medyczną dla poszkodowanych przez trzęsienie ziemi na Haiti, a najciężej ranni haitańscy współwyznawcy zostali przetransportowani do szpitali w Dominikanie, m.in. w Barahona i Jimaní. W roku 2010 i 2012 do Dominikany przybyli kolejni misjonarze Szkoły Gilead.
17 kwietnia 2011 roku na uroczystości Pamiątki zebrały się 136 062 osoby (ok. 1,4% mieszkańców). W sierpniu 2011 roku zorganizowano pomoc humanitarną dla poszkodowanych przez huragan Irene. W latach 2000–2011 dwie grupy ochotników budowlanych wybudowało lub wyremontowało około 145 Sal Królestwa. 49 Świadków Jehowy uzyskało zgodę na prowadzenie działalności w 13 więzieniach.
Począwszy od 2013 roku nowa konstytucja przyznała prawo do udzielania ślubów innym grupom religijnym poza Kościołem katolickim, w tym również Świadkom Jehowy. Od 1954 roku na mocy konkordatu pomiędzy Dominikaną a Watykanem uznawane prawnie były tylko śluby urządzane przez urząd stanu cywilnego lub Kościół katolicki. Pierwszym niekatolickim ślubem uznanym prawnie był ślub udzielony 28 sierpnia 2013 przez Świadków Jehowy.
W kwietniu 2014, 2015 i 2016 roku Świadkowie Jehowy uczestniczyli w 12-dniowych targach książki Feria de Libro. We wrześniu 2017 roku zorganizowano pomoc humanitarną dla poszkodowanych przez huragan Irma.
Z powodu pandemii COVID-19 zaplanowany na listopad 2020 roku kongres specjalny pod hasłem „Zawsze się radujcie!” w Santo Domingo został odwołany.
W 2020 roku przekroczono liczbę 41 tysięcy głosicieli. W 2014 roku oprócz zborów posługujących się językiem hiszpańskim istniało 57 zborów i 29 grup posługujących się językiem kreolskim haitańskim, 26 zborów i 18 grup posługujących się amerykańskim językiem migowym, 10 zborów i 1 grupa angielskojęzyczna, 2 zbory chińskojęzyczne, 1 zbór i 1 grupa rosyjskojęzyczna, 1 zbór włoskojęzyczny oraz po 1 grupie posługującej się językiem francuskim i japońskim. W roku 2014 liczba głosicieli wyniosła 38 161, a na dorocznej uroczystości Wieczerzy Pańskiej zebrało się 132 760 osób. We wrześniu 2022 roku zorganizowano pomoc humanitarną dla poszkodowanych przez huragan Fiona.
14 sierpnia 2023 roku w Biurze Oddziału otwarto nowy obiekt dla zwiedzających z wystawą poświęconą historii działalności w tym kraju. W 2023 roku funkcjonowały 302 Sale Królestwa.
We wrześniu 2024 roku w Santo Domingo zorganizowano kongres specjalny pod hasłem „Głośmy dobrą nowinę!” z udziałem zagranicznych delegacji m.in. z Brazylii, Finlandii, Haiti, Kazachstanu, Kolumbii, Meksyku, Portugalii, Stanów Zjednoczonych, Surinamu, Włoch. W 2024 roku delegacja z Dominikany brała udział w kongresie specjalnym pod hasłem „Głośmy dobrą nowinę!” w Chile.
Kongresy regionalne odbywają się w językach: hiszpańskim, angielskim, chińskim, francuskim, japońskim, kreolskim, rosyjskim, włoskim i amerykańskim języku migowym.